# Aulacoptera eucentra
Aulacoptera eucentra là một loài bướm đêm trong họ Crambidae.